# Samuel Maia
Samuel Maia, de seu nome completo Samuel Domingos Maia de Loureiro (Ribafeita, Viseu, 14 de Fevereiro de 1874 — São Sebastião da Pedreira, Lisboa, 11 de Novembro de 1951), foi um médico, jornalista e escritor português.

## Biografia
Filho de Manuel Domingos Maia de Loureiro (Ribafeita, Viseu, Portugal, 27 de Fevereiro de 1841 - Ribafeita, Viseu, Portugal, 2 de Julho de 1882) e da sua mulher e prima (Ribafeita, Viseu, Portugal, 13 de Janeiro de 1856) Maria do Carmo Maia (Ribafeita, Viseu,Portugal, 28 de Março de 1841 - ?). Casa-se em Lisboa, Socorro) com Maria Teresa de Avelar e é pai de João de Avelar Maia de Loureiro, Francisco de Avelar Maia de Loureiro, Leonor de Avelar Maia de Loureiro (Lisboa, 10 de Janeiro de 1903) e Luís de Avelar Maia de Loureiro (São Sebastião da Pedreira, Lisboa, Portugal, 25 de Março de 1904 - Lisboa, Portugal, 14 de Agosto de 1984).
Formado pela Escola Médico-Cirúrgica de Lisboa e exerceu clínica em Lisboa.
Foi Médico dos Hospitais Civis e exerceu o lugar de Director da consulta de crianças do Instituto de Assistência Nacional aos Tuberculosos.
Como Jornalista, desenvolveu uma prodigiosa actividade no jornal "O Século", principalmente em artigos de fundo, e noutros jornais muito assiduamente, como o "Jornal de Notícias", a revista "Illustração Portuguesa", o "Diário Popular", etc.
Em 1943, é sócio correspondente da Academia das Ciências de Lisboa, que em 1936 atribui-lhe o Prémio Ricardo Malheiro pelo romance Dona sem dono.
Foi Director da Companhia de Seguros Sagres.
Faleceu em sua casa na Praça do Duque de Saldanha, na freguesia de São Sebastião da Pedreira, Lisboa, no dia 11 de Novembro de 1951, de "septicemia pós-pionefrose". Foi sepultado no Cemitério do Alto de São João, em Lisboa, em jazigo de família.

## Obras literárias
Foi um dos mais interessantes romancistas contemporâneos. Na sua vasta bibliografia, distinguem-se: 
- Livro de Alma (1894)
- Mudanças de Ares[1] (1915 ou 1916)
- Por Terras Estranhas[1]
- Sexo Forte[1] (1917 ou 1918)
- Luz Perpétua[1] (1923)
- Entre a Vida e a Morte[1]
- Dona sem Dono[1] (1936) - Prémio Ricardo Malheiros
- Língua de Prata[1] (1929)
- Este Mundo e o Outro[1]
- Brás Cadunha[1]
- História Maravilhosa de Dom Sebastião, Imperador do Atlântico[1] (1940)
- Quem não Viu[1] (1944)
- 1900 - Braz Cadunha : composição dramática em três actos
- etc.[1]

Publica, também, em assuntos da sua especialidade: 
- Manual de Medicina Doméstica[1]
- O Meu Menino (1922)[1]
- Manual da Medicina Preventiva[1]
- Boa Comida[1]
- Gosto da Vida[1]
- etc.[1]

Escreve, também, vários opúsculos, como:
- Aspectos da Questão Sexual[1]
- Arte de Ter Saúde[1]
- Elogio do Vinho[1]
- etc.[1]

Além das obras citadas, publicou: 
- Consultório e Higiene Prática[2]

Deixa, para publicação póstuma, entre outros trabalhos: 
- O Desgosto de Sancho Ribas[2]
- Diabo da Meia-noite[2] (1948)
- Rol de Falsidades e Acertos[2]